# 1973年の日本競馬
1973年の日本競馬（1973ねんのにほんけいば）では、1973年（昭和48年）の日本競馬界についてまとめる。馬齢は旧表記で統一する。
1972年の日本競馬 - 1973年の日本競馬 - 1974年の日本競馬

## 概要

### ハイセイコーが社会的ブームを巻き起こす
地方競馬（大井競馬場）から中央競馬へ移籍した競走馬ハイセイコーが、3月から5月にかけて皐月賞優勝を含む中央競馬重賞4連勝を達成し、その人気は社会的ブームに発展した。

## できごと

### 1月 - 3月
- 1月20日
  - 大井競馬場における東京都運営の競馬開催が閉幕（都営ギャンブル全廃）。以後、特別区競馬組合のみの開催に移行する[1]。
  - 中央競馬の第1回中京競馬1日から、トータリゼータ・システムによる発売機械化を実施[1]。
- 1月27日 - 高知競馬場で火災が発生し、実績馬ヤシマナショナルを含む14頭の競走馬が焼死した。

### 4月 - 6月
- 4月1日
  - 中央競馬の騎手加賀武見が中央競馬史上3人目となる通算1000勝を達成。
  - 中央競馬の競走馬ジャンヌダルクが、日本競馬史上最低となる336キログラムの馬体重で競走に出走した。
  - 金沢競馬場が移転、新所在地を金沢市八田町西1番地とする[1]。
  - 東京・中山投票所臨時従事員がストに突入、このため関東地区での場外発売が中止される[1]。
- 4月15日 - ハイセイコーが皐月賞に優勝、話題となる[1]。
- 4月21日 - 中央競馬第3回東京1日開催より、場内有線テレビがカラー化される[1]。
- 5月16日 - 園田競馬場において、第1回楠賞全日本アラブ優駿が開催される[2]。
- 6月23日 - 勝馬投票券の自動券売機の試作品が中山競馬場で試用される[2]。

### 7月 - 9月
- 7月31日 - 競馬懇談会において、限定1枠1頭方式（シード制）についての意見が取りまとめられる。のちの10月2日に指定交流競走実施のための特例が設定され、それと同時にシード制も導入される[2]。

### 10月 - 12月
- 10月21日 - 東京競馬場において、初の地方競馬招待競走が実施され、地方競馬から6頭が出走した。優勝馬は中央・中山のユウシオで、地方最先着は名古屋競馬のウエルデイ（4着）であった[2]。
- 12月1日 - 中央競馬の厩務員組合のひとつである京葉労組が前日スト、このため第5回中山1日の開催が取りやめになる[2]。
- 12月2日 - 愛知杯に出走したシルバーランドが、日本で初めて芝2000mのコースを2分を切るタイムで走破した。

### その他
- 中央競馬の騎手2人が八百長をしていたとして競馬法違反で逮捕される。
- 川崎競馬に所属する騎手1人、調教助手1人、厩務員1人が覚醒剤取締法違反で、また厩務員2人が競馬法違反で逮捕される。

## 競走成績

### 中央競馬主要競走
- 第33回桜花賞（阪神競馬場・4月8日）優勝 : ニットウチドリ（騎手 : 横山富雄）
- 第33回皐月賞（中山競馬場・4月15日）優勝 : ハイセイコー（騎手 : 増沢末夫）
- 第67回天皇賞（春）（京都競馬場・4月29日） 優勝 : タイテエム（騎手 : 須貝彦三）
- 第34回優駿牝馬（オークス）（東京競馬場・5月20日) 優勝 : ナスノチグサ（騎手 : 嶋田功）
- 第40回東京優駿（日本ダービー）（東京競馬場・5月27日) 優勝 : タケホープ（騎手 : 嶋田功）
- 第14回宝塚記念（阪神競馬場・6月3日）優勝：ハマノパレード（騎手：田島良保）
- 第34回菊花賞（京都競馬場・11月11日） 優勝 : タケホープ（騎手 : 嶋田功）
- 第4回ビクトリアカップ（京都競馬場・11月18日） 優勝 : ニットウチドリ（騎手 : 横山富雄）
- 第68回天皇賞（秋）（東京競馬場・11月25日） 優勝 : タニノチカラ（騎手 : 田島日出雄）
- 第18回有馬記念（中山競馬場・12月16日）優勝 : ストロングエイト（騎手 : 中島啓之）

### 中央競馬・障害
- 第70回中山大障害（春）（中山競馬場・4月8日）優勝 : ナスノヒエン（騎手 : 金井国男）
- 第71回中山大障害（秋）（中山競馬場・12月23日）優勝： クリユタカ（騎手：法理弘）

### 地方競馬主要競走
- 第22回川崎記念（川崎競馬場・2月2日）優勝 : ネロ（騎手 : 高橋三郎）
- 第19回東京ダービー（大井競馬場・6月11日）優勝 : ヨウコウザン（騎手 : 岡部正道）
- 第19回全日本アラブ大賞典（大井競馬場・12月10日）優勝 : ホウラツキー（騎手 : 佐々木竹見）
- 第19回東京大賞典（大井競馬場・12月24日）優勝 : ヒデムサシ（騎手 : 辻野豊）

## 表彰

### 優駿賞
- 年度代表馬・最優秀4歳牡馬　タケホープ（牡4・東京）
- 最優秀3歳牡馬　キタノカチドキ
- 最優秀3歳牝馬　イットー
- 最優秀4歳牝馬　ニットウチドリ
- 最優秀5歳以上牡馬　タニノチカラ
- 最優秀5歳以上牝馬　該当馬なし
- 最優秀障害馬　該当馬なし
- 最優秀アラブ　イナリトウザイ
- 大衆賞　ハイセイコー（牡4・東京）

## リーディング

### リーディングジョッキー
| 分類         | 騎手の氏名 | 勝利数 |
| ------------ | ---------- | ------ |
| 中央競馬     | 福永洋一   | 80     |
| 地方競馬     |            |        |
| ばんえい競走 |            |        |

### リーディングトレーナー
| 分類         | 騎手の氏名 | 勝利数 |
| ------------ | ---------- | ------ |
| 中央競馬     | 夏村辰男   | 48     |
| 地方競馬     |            |        |
| ばんえい競走 |            |        |

### リーディングサイアー
| 順位 | 中央競馬       | 地方競馬 |
| ---- | -------------- | -------- |
| 1    | チャイナロック |          |

### リーディングブルードメアサイアー
| 順位 | 中央競馬・地方競馬総合 |
| ---- | ---------------------- |
| 1    |                        |

## フリーハンデ(優駿)
- 関東3歳
  - 55カーネルシンボリ、ミホランザン
- 関西3歳
  - 56キタノカチドキ
  - 55イットー
- 4歳
  - 63タケホープ
  - 62ハイセイコー
- 古馬
  - 62タイテエム、タニノチカラ
  - 61ハクホオショウ
  - 60ストロングエイト、ハマノパレード

## 誕生
この年に生まれた競走馬は1976年のクラシック世代となる。

### 競走馬
- 2月23日 - シービークイン
- 3月29日 - ニッポーキング
- 4月5日 - グリーングラス、クラウンピラード
- 4月6日 - コーヨーチカラ、サワーオレンジ
- 4月15日 - トウショウボーイ
- 4月18日 - ディアマンテ
- 4月19日 - テンポイント
- 4月22日 - ホクトボーイ
- 4月24日 - テイタニヤ
- 5月11日 - カシュウチカラ
- 5月22日 - クライムカイザー

### 人物
- 1月8日 - 酒井忍騎手（川崎）
- 1月12日 - オリビエ・ペリエ騎手（フランス）
- 1月22日 - 草地保隆騎手（水沢）
- 2月10日 - 牧光二調教師（JRA）
- 2月16日 - 土谷智紀騎手（JRA）
- 2月17日 - 櫻井拓章騎手、調教師（ホッカイドウ）
- 3月3日 - 小安和也騎手（大井）
- 3月5日 - 阿部英俊騎手（水沢）
- 3月12日 - 小林淳一騎手（JRA）
- 7月19日 - 高橋優子調教師（金沢）
- 8月3日 - 菊沢隆仁騎手（JRA）
- 8月15日 - 橋本美純騎手（JRA）
- 9月21日 - 金原学騎手（浦和）
- 9月25日 - 田中学騎手（兵庫）
- 10月23日 - 上村洋行騎手、調教師（JRA）
- 11月16日 - 吉永護騎手（JRA）
- 11月22日 - 納谷和玖騎手、調教師（大井）
- 12月1日 - 松浦政宏騎手（兵庫）
- 12月2日 - 白田日出夫騎手（船橋）

## 死去

### 競走馬
- 3月3日 - シプリアニ （Cipriani）
- 6月25日 - ハマノパレード

### 人物
- 6月30日 - 川上武一 調教師 （JRA）